# Église Sainte-Anne (Koekelberg)
Pour les articles homonymes, voir Église Sainte-Anne.
L’église Sainte-Anne (en néerlandais : Sint-Annakerk) est un édifice religieux catholique sis au N°1 de la place Henri Vanhuffel, à Koekelberg (Bruxelles). Troisième édifice religieux bâti au même endroit, cette église fut construite en 1990. Elle est paroissiale et fait partie de l’Unité pastorale Père Damien’.

## Histoire
Déjà au XIVe siècle il existait une chapelle Sainte-Anne à Koekelberg, alors simple faubourg au nord de Bruxelles. Elle était desservie par les chanoines prémontrés de l’abbaye de Grimbergen. Elle est plus tard rattachée à la paroisse de Berchem-Sainte-Agathe.
En 1839, une église Sainte-Anne est construite à Koekelberg et déjà remplacée, en 1908, par une autre, de style néo-gothique, dont l’architecte est Édouard Ramaekers. Cette dernière est démolie en 1985 en raison de problèmes de stabilité. L’église actuelle, achevée en 1990, est construite au même endroit, au N°1 de la place Henri Vanhuffel selon les plans des architectes Jean Cosse et Brigitte De Groof. Elle y fait face à la maison communale de Koekelberg, de l’autre côté de la place.

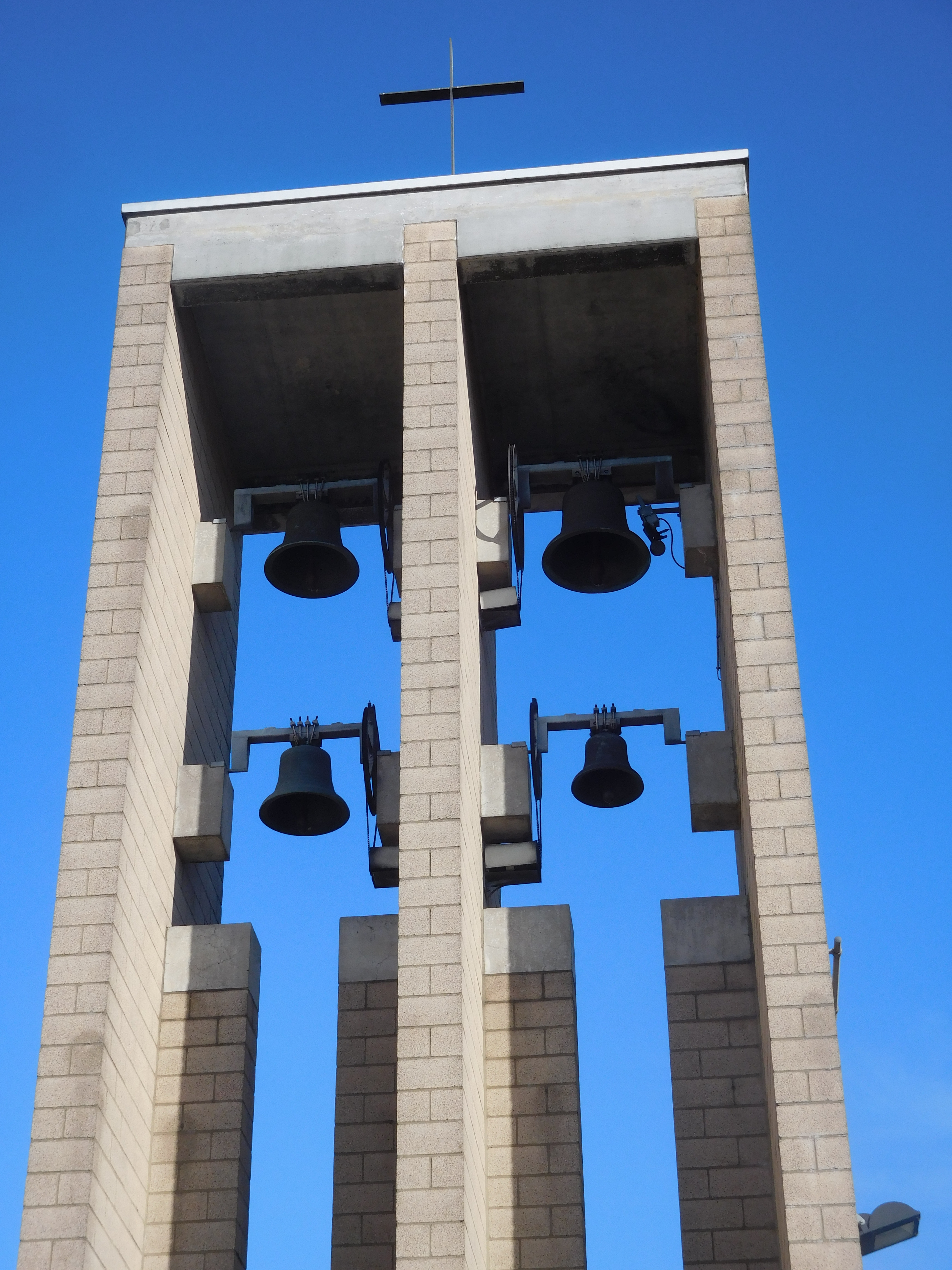
Le clocher de l'église

## Description
De conception moderne, le bâtiment est une réalisation des architectes Jean Cosse et Brigitte De Groof. Le bâtiment principal est séparé, et en retrait, du clocher auquel il est relié par le narthex. La large façade en pierres blanches est rectangulaire et ornée de reliefs symétriques. Au milieu et au centre, dans une large niche, se trouve la statue de sainte Anne, avec la Vierge-Marie, adolescente.

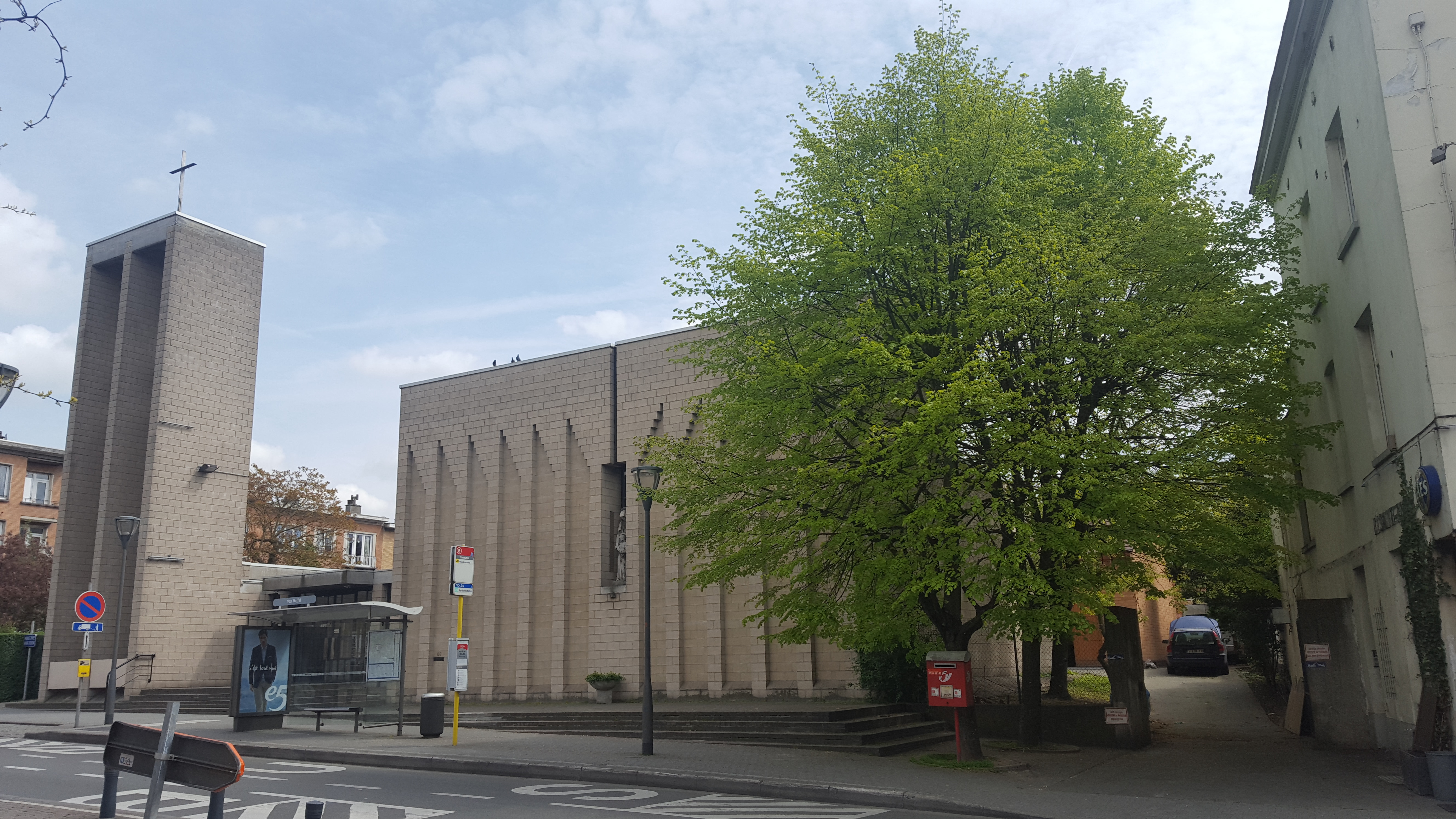
L'église en 2017.

L’église elle-même est plus basse que sa façade ; son toit est plat. Avec l’église furent construits des locaux au service des activités paroissiales. Ils sont reliés entre eux par le narthex. Le clocher, tout à fait ouvert - et permettant ainsi une grande visibilité des cloches - est surmonté d’une simple croix.

## Patrimoine
- L'orgue, datant de 1968, est une réalisation du facteur Patrick Collon[3].
- Une collection de céramiques représentant des saints, réalisées dans les années 1990 par Max Van der Linden et, vers 2010, par Stéphane Terlinden[3].